# 피의 혼례
《피의 혼례》(Bodas de Sangre)는 투우와 플라멩코, 정열의 나라 에스파냐가 낳은 대 시인이자 극작가인 페데리코 가르시아 로르카의 비극 3부작, 그 첫 번째 작품이다. 결혼식 날 옛 연인과 도망친 신부로 인해 피로 물드는 결혼식을 격정적이고도 시적으로 그리고 있다. 인간의 의지로는 거부할 수 없는 거대한 운명의 힘에 의해 파국을 맞이하는 비극의 정수를 보여 준다.

## 배경
에스파냐의 시인이자 극작가인 로르카의 3대 비극의 첫번째 작품인 ≪피의 혼례≫는 결혼식날 신부가 옛 연인과 도망침으로 인해 결국 결혼식이 피로 물드는 비극적인 사건을 그리고 있다.
옛 그리스인들은 ‘오이디푸스’나 ‘주신제(酒神祭)’를 보러 갈 때 무슨 일이 일어날지가 궁금한 것이 아니라 피할 수 없이 일어날 숙명적인 일이 어떻게 전개될지가 궁금했다. 그런데 현대에 들면서 숙명적으로 피할 수 없는 일이란 없어져 버렸다. 그러나 ＜피의 혼례＞에서 로르카는 ‘말’, ‘자장가’, ‘칼’, ‘달’ 등의 상징적 요소를 사용하여‘숙명적으로 일어날 수밖에 없는 사건’을 만들었고, 그래서 그 일의 결과가 궁금한 것이 아니라 어떻게 그 일을 풀어 나갈지가 관객의 호기심을 자극하고 있다. 극의 전개를 두고 ‘어떻게’를 묻지 않고 ‘왜?’를 물을 때 극은 비극이 아니라 드라마나 멜로드라마가 된다.
주인공들은 이해할 수 없고 제어할 수 없는 맹목적인 힘의 희생자들이다. 그들에겐 설명할 잘못도 설명할 가치가 있는 변명도, 그리고 우리가 이해할 수 있는 이유도 없다. 원하지 않았지만 알 수 없는 우주의 힘, 자연의 힘이라고도 할 수 있고, 인간의 본성적 조건이라고도 할 수 있으며, 분노의 신, 아니 그저 신이라고도 할 수 있는 힘에 무릎을 꿇고 만 감상적인 인간 존재일 뿐이다. 그들 자신도 이 사실을 알고 이중창으로 자기들의 운명을, 자기들이 비극적인 연인임을 인정한다. 서로에게 이끌렸던 힘에 저항할 수 없었던 사실을, 그러한 사실을 무시한다는 것이 불가능하다고 느꼈던 그들이 운명적으로 죽어야만 한다.
＜피의 혼례＞의 무대가 된 안달루시아는 옛 그리스의 문화 정서를 갖고 있고 로르카는 그 정서를 송두리째 뽑아내어 우리를 매혹하고 있기 때문에 우리는 그를 우리 시대의 에우리피데스라고 불러도 좋을 것이다.